# María Inés Diez
María Inés Nancy Diez Gubau (n. Ciudad de Salta, 8 de agosto de 1954) es una abogada, comerciante y política argentina que supo desempeñarse como Diputada Nacional por la Provincia de Salta.

## Biografía
Diez estudió abogacía en la Universidad Católica Argentina recibiéndose en 1977 como abogada y como escribana en la Universidad de Morón en 1989. Además tiene un emprendimiento agropecuario de servicios y comercios junto a Luis Diez llamado Quillay fundado en 2020.
Ella estuvo casada y es viuda de Leopoldo Van Caulaert.
María Inés Diez hace su carrera política dentro de las filas del Partido Renovador de Salta. Su primer cargo electivo lo obtiene en 2007 pero no por un sufragio directo sino por ser la reemplazante de un diputado saliente. Esto fue así ya que en el año 2005 Inés sería la segunda candidata a diputada nacional del Partido Renovador de Salta que llevaba de cabeza de lista a Andrés Zottos. En las elecciones de ese año el PRS lograría 100.686 votos que representaban el 23,55% de los votos pero sería superado por el PJ que había logrado 154.974 que representaba el 36,25%. Esos resultados significaron un total de dos bancas para el Justicialismo y una para los renovadores por lo tanto Zottos sería el único en ingresar. Dos años después de ser electo diputado nacional el dirigente tartagalense renunció para asumir como vicegobernador de la provincia por lo tanto Inés Diez lo reemplazó en la cámara baja argentina hasta la finalización de su mandato.
En el año 2009 el Partido Renovador no presentaría candidatos en una lista mixta con el peronismo sino que iría por su cuenta pero ya previamente las decisiones de alinearse con el PJ les había costado una escisión importante de dirigentes que fundaron el PPS, entre ellos Roberto Ulloa el fundador del partido. La lista de candidatos en el 2009 no sería encabezada por Inés sino que Jorge Oscar Folloni sería la cabeza mientras que Ricardo Gómez Diez encabezaría las listas del frente que integraba el PPS.
A pesar de no haber sido candidata en 2009 María Inés seguiría en la política ya que el gobernador Juan Manuel Urtubey la convocaría para ser Ministra de Justicia de la Provincia, cargo que desempeñaría por cinco años. Diez dejaría de ser ministra en 2014 cuando la derrota de 2013 del frente urtubeycista y la separación del PRS-PJ le reclamaban cambios ministeriales al gobernador. Sería sucedida por Pamela Calletti.
Aun así Inés no dejaría de lado la política ya que sería nombrada por el senado luego de una sugerencia del gobierno como defensora general de la provincia. Cargo que desempeñó hasta enero de 2020 en donde se venció su mandato y no fue renovado ya que el cargo que ostentaba suele ser de alguien de confianza del gobernador y con la llegada de Gustavo Sáenz, Inés Diez retrocedió en caudal político.
En 2021 decidió participar en las Elecciones internas del Partido Renovador de Salta de 2021 siendo la candidata a vicepresidenta primera de Jorge Oscar Folloni en las listas del Movimiento de Recuperación Renovadora. Los resultados obtenidos significaron en la victoria de la antigua dirigencia renovadora e Inés Diez juraría como vicepresidente del partido por el periodo 2021-2025.